# 贝尔蒂诺罗
贝尔蒂诺罗是意大利艾米利亚-罗马涅大区弗利-切塞纳省的一个镇，面积91平方公里，人口6,396人（2007年）。境內有一個建于1000年左右的城堡，它现在是博洛尼亚大学的一部分。